# Eric Alejandro
Eric Alejandro (ur. 15 kwietnia 1986 w New Jersey) – portorykański lekkoatleta specjalizujący się w biegach płotkarskich. Okazjonalnie biega także w sztafecie 4 × 400 metrów.
W 2011 zajął 7. miejsce w sztafecie 4 × 400 metrów podczas mistrzostw Ameryki Środkowej i Karaibów oraz odpadł w eliminacjach biegu na 400 metrów przez płotki na igrzyskach panamerykańskich. Złoty medalista mistrzostw ibero-amerykańskich z 2012. W tym samym roku startował na igrzyskach olimpijskich w Londynie, na których dotarł do półfinału 400 metrów przez płotki. W 2014 ponownie wystąpił na mistrzostwach ibero-amerykańskich, zdobywając tym razem srebrny medal. Medalista mistrzostw Portoryko.

## Osiągnięcia
| Rok  | Impreza                                  | Miejsce        | Konkurencja                     | Lokata     | Wynik   |
| ---- | ---------------------------------------- | -------------- | ------------------------------- | ---------- | ------- |
| 2011 | Mistrzostwa Ameryki Środkowej i Karaibów | Mayagüez       | sztafeta 4 × 400 metrów         | 7. miejsce | 3:05,76 |
| 2011 | Igrzyska panamerykańskie                 | Guadalajara    | bieg na 400 metrów przez płotki | eliminacje | 51,28   |
| 2012 | Mistrzostwa ibero-amerykańskie           | Barquisimeto   | bieg na 400 metrów przez płotki | 1. miejsce | 49,36   |
| 2012 | Igrzyska olimpijskie                     | Londyn         | bieg na 400 metrów przez płotki | półfinał   | 49,15   |
| 2013 | Mistrzostwa Ameryki Środkowej i Karaibów | Morelia        | bieg na 400 metrów przez płotki | 5. miejsce | 50,62   |
| 2013 | Mistrzostwa Ameryki Środkowej i Karaibów | Morelia        | sztafeta 4 × 400 metrów         | 8. miejsce | 3:12,15 |
| 2013 | Mistrzostwa świata                       | Moskwa         | bieg na 400 metrów przez płotki | półfinał   | 49,44   |
| 2014 | Mistrzostwa ibero-amerykańskie           | São Paulo      | bieg na 400 metrów przez płotki | 2. miejsce | 49,07   |
| 2014 | Igrzyska Ameryki Środkowej i Karaibów    | Xalapa         | bieg na 400 metrów przez płotki | 2. miejsce | 50,05   |
| 2015 | Igrzyska panamerykańskie                 | Toronto        | bieg na 400 metrów przez płotki | eliminacje | 51,32   |
| 2015 | Mistrzostwa świata                       | Pekin          | bieg na 400 metrów przez płotki | eliminacje | 49,94   |
| 2016 | Mistrzostwa ibero-amerykańskie           | Rio de Janeiro | bieg na 400 metrów przez płotki | 7. miejsce | 49,94   |
| 2016 | Igrzyska olimpijskie                     | Rio de Janeiro | bieg na 400 metrów przez płotki | półfinał   | 49,95   |

## Rekordy życiowe
- Bieg na 400 metrów przez płotki – 49,07 (2014)